# Greif Mietwäsche
Greif Mietwäsche (Eigenschreibweise: GREIF, bis 19. April 2023 Greif Textile Mietsysteme) ist ein deutschlandweit agierender Mietwäsche-Dienstleister mit Hauptsitz in Augsburg und rund 1400 Mitarbeiterinnen und Mitarbeitern in neun Niederlassungen.

## Geschichte
Die heutige Unternehmensgruppe geht zurück auf die 1922 gegründete Bügelstube der Franziska Steinbichler. Nach Ende des Zweiten Weltkrieges trat ihr Schwiegersohn Walter Greif sr. in das Unternehmen ein.  1952 wurde die erste Niederlassung in Berlin gegründet und 1955 der Standort Cadolzburg. Beginnend mit den 1950er Jahren konzentrierte sich die Geschäftstätigkeit zunehmend auf Gewerbekunden, während das Privatkundengeschäft immer weiter zurückging. Neben klassischen Textilien wurden auch Handtuchrollenspender und Schmutzfangmatten in das Sortiment aufgenommen. 1989 wurde der heutige Firmensitz in Augsburg fertiggestellt. 2009 wurden die Standorte Wolfratshausen und Langenfeld in den Betrieb genommen, letzterer durch die Übernahme der Wäscherei Mittag.
Mit dem Eintritt von Walter Greif jr. erfolgte der Wechsel zur dritten Generation, ab 2017 trat mit Markus und Martin Greif die vierte Generation in die Unternehmensleitung ein.
Seit 2007 gehört Greif dem Verbund diemietwaesche.de GmbH & Co. KG (DMW) an, einer Kooperation aus vier Familiengeführten Mietwäscheunternehmen in Deutschland. 2017 erfolgte die Zusammenlegung der beiden Berliner Wäschereien des Unternehmens an einem Standort in Hohenschönhausen.

## Geschäftstätigkeit
Kunden des Unternehmens kommen vor allem aus den Branchen Hotel und Gastronomie, aber die Klinik- und Pflegebranche sowie die Industrie werden ebenfalls betreut. Geografisch bearbeitet Greif das gesamte deutschen Bundesgebiet sowie die österreichischen Bundesländer Tirol und Vorarlberg. Dabei decken Kooperationspartner innerhalb des Verbunds DMW oder Subunternehmer in einzelne Regionen ab, die von den eigenen Standorten aus schwierig zu beliefern sind. Im Geschäftsjahr 2021 wurden in allen deutschen Standorten zusammen 37.807 t Wäsche bearbeitet.
Neben Bekleidung, Bettwäsche und Gebrauchstextilien wie Handtüchern und Tischdecken bietet das Unternehmen auch Matratzen für Hotelbetten, Schmutzfangmatten und Ausstattung für Toilettenräume, wie Seifen- und Desinfektionsspender, an. Auch die Reparatur von Textilien gehört zum Geschäftsspektrum.
Eigene Wäschereien werden in Augsburg, Berlin, Cadolzburg und Wolfratshausen betrieben. Die übrigen Unternehmensstandorte fungieren als Auslieferungsdepots.

## Struktur
Konzernmutter und oberste Konsolidierungsebene der Unternehmensgruppe ist die Greif Holding GmbH & Co KG mit den Geschäftsführern Walter Greif Junior, Markus Greif und Martin Greif. Letztere sind zusammen mit einem anderen Mitglied der Familie Greif auch Kommanditisten der Holdinggesellschaft. Deren persönlich haftende Gesellschafterin ist die Greif Holding Verwaltungs-GmbH, die vollständig im Eigentum der Holding steht.
Die regionalen Standorte der Gruppe in Augsburg (Hauptsitz), Berlin, Cadolzburg, Eggenfelden, Erfurt, Hamburg, Langenfeld, Wangen im Allgäu und Wolfratshausen firmieren als eigenständige Regionalgesellschaften unter dem Dach der Holding.

## Marketing
Greif ist Sponsor der Eishockeymannschaft Augsburger Panther und des Sportvereins DJK Augsburg-Lechhausen. Weiteres Sponsoring betrifft unter anderem das Stadttheater Kempten, die Skaterhockeyabteilung des Turnvereins Augsburg und die Augsburger Puppenkiste.